# 刘善因
刘善因（567年—654年7月23日），名祯，字善因，以字行，河间郡鄚县（今河北省任丘市）人，隋朝、唐朝官员。

## 生平
开皇初年，刘善因以太子通事舍人为起家官，很快追补隋文帝右千牛备身左右，又升任通事谒者、兼右武候府长史，加朝散大夫，不久刘善因出使西域。武德元年（618年），刘善因说服西域的酋长归附唐朝，加上开府，封平恩郡开国公，食邑二千户，出任司农少卿。不久，刘善因由于母亲去世而离职守丧，唐高祖李渊诏令夺情起复，刘善因坚决推辞没有得到许可，出任鸿胪少卿。贞观六年（632年），刘善因接受敕令出使西突厥，册立泥熟莫贺设为咄陆可汗 。很快咄陆可汗因病去世，刘善因又册立咄陆可汗的弟弟同娥设为咥利失可汗。刘善因由于出使有功，于贞观八年（634年）获遥授为光禄卿。贞观九年（635年），刘善因出使返回，唐太宗李世民敕令有关部门置备羊肉和酒在郊外犒劳刘善因，刘善因觐见唐太宗后，又获得重赏黄金五十两，白银一百两，锦彩绸绫一百匹，布绢八百段，刘善因加上护军，改任鸿胪卿。贞观十三年（639年），观国公杨恭仁去世，刘善因以鸿胪卿的身份前往策赠杨恭仁为开府仪同三司、使持节潭州等七州都督、潭州刺史，谥号孝公。贞观十七年（643年），刘善因外任持节同州诸军事、同州刺史，接到敕令享受的俸禄和赏赐和京官相同，朔日和望日朝见。永徽五年（654年）春，刘善因随同唐高宗李治前往万年宫，同年六月四日（654年7月23日）因病在万年宫去世，虚岁八十八，唐高宗敕令为刘善因制造棺木，送回京城，又赐办丧丝织品一百八十段，米五十石，粟五十石。永徽五年岁次甲寅十月癸卯朔卅壬申（654年12月14日），刘善因葬于雍州长安县义阳乡平原里高阳原，太常考定谥号为懃。

## 家庭

### 曾祖
- 刘拔，北魏征西大将军、代郡太守、抚军将军、骠骑大将军、开府仪同三司、益州都督、尚书令、彭城康公[1]

### 祖父
- 刘巍，一名乔，北魏上开府仪同三司、祠部尚书、蔚州诸军事、蔚州刺史、右卫大将军、彭城郡公、食邑一千户[1]

### 父亲
- 刘清，北齐起居郎、中书舍人、冠军将军、骠骑大将军、开府仪同三司、知内省事、侍中、监知国史、左卫大将军、广陵王、食邑二千户，隋朝右武卫大将军、平恩郡公[1]

### 兄弟
- 刘善会，隋朝汉王库真、骠骑[1]

### 子女
- 刘植，唐朝右金吾将军[1]